# Hartmut Hartung von Hartungen
Hartmut Coloman Hartung von Hartungen (* 27. Mai 1899 in Riva am Gardasee; † 12. Januar 1980 in Johannesburg, Südafrika) war ein österreichischer Schauspieler, Regisseur und Germanist.

## Leben
Hartmut Hartung von Hartungen wurde am 27. Mai 1899 in Riva am Gardasee als jüngster Sohn des Christoph Hartung von Hartungen (IV.) und der Vittoria geb. de Baroni-Berghof geboren; seine Brüder waren Erhard (III.), Christoph (V.) und Heinrich.
Nach der Übersiedlung von Riva nach Meran im Jahre 1907 besuchte Hartung von Hartungen zunächst eine Privatschule, dann das Benediktinergymnasium Meran, wo er am 13. Oktober 1917 maturierte. Anschließend rückte er als Freiwilliger beim 1. Tiroler Kaiserjägerregiment ein, studierte nach Kriegsende 1918–1920 an der Innsbrucker Universität Germanistik und widmete sich der Theaterlaufbahn. Nach achtjähriger Tätigkeit als Schauspieler und Regisseur in München, Meiningen und Berlin setzte er an der Ludwig-Maximilians-Universität München sein Studium der Germanistik von 1928 bis 1931 unter den Professoren Walter Brecht und Carl von Kraus fort. Am 19. Juli 1932 wurde Hartung von Hartungen mit seiner Dissertation Der Dichter Siegfried Lipiner promoviert, der bis heute wohl ausführlichsten Arbeit über den Schriftsteller. Danach erfolgte eine erneute Hinwendung zum Theater, nämlich zum Deutschen Theater unter Heinz Hilpert in Berlin. Dort spielte er an der Seite von Ewald Balser, Paul Dahlke, Ursula Herking, Heinz Hilpert, Paul Hubschmid, Theodor Loos, Erich Ponto, Hans Thimig, Axel von Ambesser und Gisela von Collande in Produktionen wie etwa Pension Schöller, Richard II., Schluck und Jau, Im Himmel und auf Erden, Das Käthchen von Heilbronn oder Der Verschwender.
1938 heiratete Hartung von Hartungen in zweiter Ehe die Schauspielerin Anne Sophie Marshall, Urenkelin des Malers Bonaventura Genelli und des schottischen Lyrikers Robert Burns. Noch im Februar 1945 wurde er zum Kriegseinsatz verpflichtet und geriet in sowjetische Gefangenschaft, aus der er erst 1948 wieder nach Wien heimkehrte. In der Folge übersiedelte er nach Südafrika, wo er in Johannesburg bis zu seinem Tode als Kunst-Restaurator wirkte.